# Robert Grosvenor, 5.º Duque de Westminster
Robert George Grosvenor, 5.º Duque de Westminster (24 de abril de 1910 – 19 de fevereiro de 1979), foi um soldado britânico, proprietário de terras, empresário e político. Na década de 1970, foi considerado o homem mais rico do Reino Unido.

## Infância e educação
Grosvenor nasceu como Sr. Robert Grosvenor, filho mais novo de Lorde Hugh Grosvenor, ele mesmo o sexto filho e décimo filho do 1.º Duque de Westminster pela sua segunda esposa, Katherine Cavendish, filha de 2.º Barão de Chesham. A mãe de Grosvenor, Mabel Crichton, era filha do 4.º Conde de Erne.
Grosvenor foi educado no Eton College, uma escola interna pública só para rapazes em Berkshire. Foi membro do contingente da escola da divisão júnior do Officer Training Corps. Alcançou o posto de cadete-cabo.

## Carreira militar
A 28 de junho de 1938, Grosvenor foi nomeado para a 11.ª Brigada Leve Anti-Aérea (City of London Yeomanry), uma unidade recém-formada da Territorial Army do Royal Artillery, como segundo-tenente. Terminou a Segunda Guerra Mundial como major substancial major.
A 1 de maio de 1947, transferiu-se para a reformada City of London Yeomanry (Rough Riders) e foi promovido do seu posto substancial de segundo tenente para major, com antiguidade a partir de 24 de abril de 1944. O seu número de serviço era 76151. Transferiu-se para o North Irish Horse a 1 de maio de 1949. A 11 de novembro de 1949, foi agraciado com a Efficiency Decoration por longos anos de serviço na Territorial Army. Foi promovido a tenente-coronel a 15 de fevereiro de 1953. Foi agraciado com uma fivela à sua Efficiency Decoration a 26 de outubro de 1954. A 14 de fevereiro de 1956, passou da Lista Ativa para a Reserva de Oficiais da Territorial Army. Renunciou ao seu cargo a 15 de abril de 1960 e foi autorizado a manter o posto de tenente-coronel.

## Carreira política
Grosvenor viveu na Irlanda do Norte a maior parte da sua vida em Ely Lodge, Blaney, numa ilha no meio do Lough Erne. Em 1952, foi nomeado Alto Xerife de Fermanagh.
Nas eleições gerais do Reino Unido de 1955, foi eleito para o Parlamento como membro por Fermanagh e South Tyrone. Reeleito nas eleições de 1959, aposentou-se nas eleições de 1964, sendo sucedido pelo seu primo, o Marquês de Hamilton. No Parlamento, concentrou-se principalmente em questões da sua circunscrição, mas foi responsável por um projeto de lei para aumentar as adoções, que se tornou a Adoption Act 1964. Foi descrito no discurso inaugural do seu sucessor como popular e bem-quisto.

## Duque de Westminster
Ao nascer, como filho do filho mais novo de um par, Grosvenor não tinha direito a qualquer título ou título de cortesia. Em 1963, o seu primo, o 3.º Duque de Westminster, faleceu e o irmão mais velho de Grosvenor, Gerald, tornou-se o 4.º Duque. Neste ponto, uma Carta Real de Precedência foi emitida para permitir que Grosvenor adotasse o estilo de "Lorde Robert Grosvenor". Após a morte do seu irmão em 1967, tornou-se 5.º Duque de Westminster. Embora tenha tomado assento na Câmara dos Lordes, nunca falou, algo surpreendente tendo em conta a sua carreira política. Westminster (como passou a ser conhecido) foi nomeado coronel honorário do North Irish Horse em 1971.

## Casamento e descendência

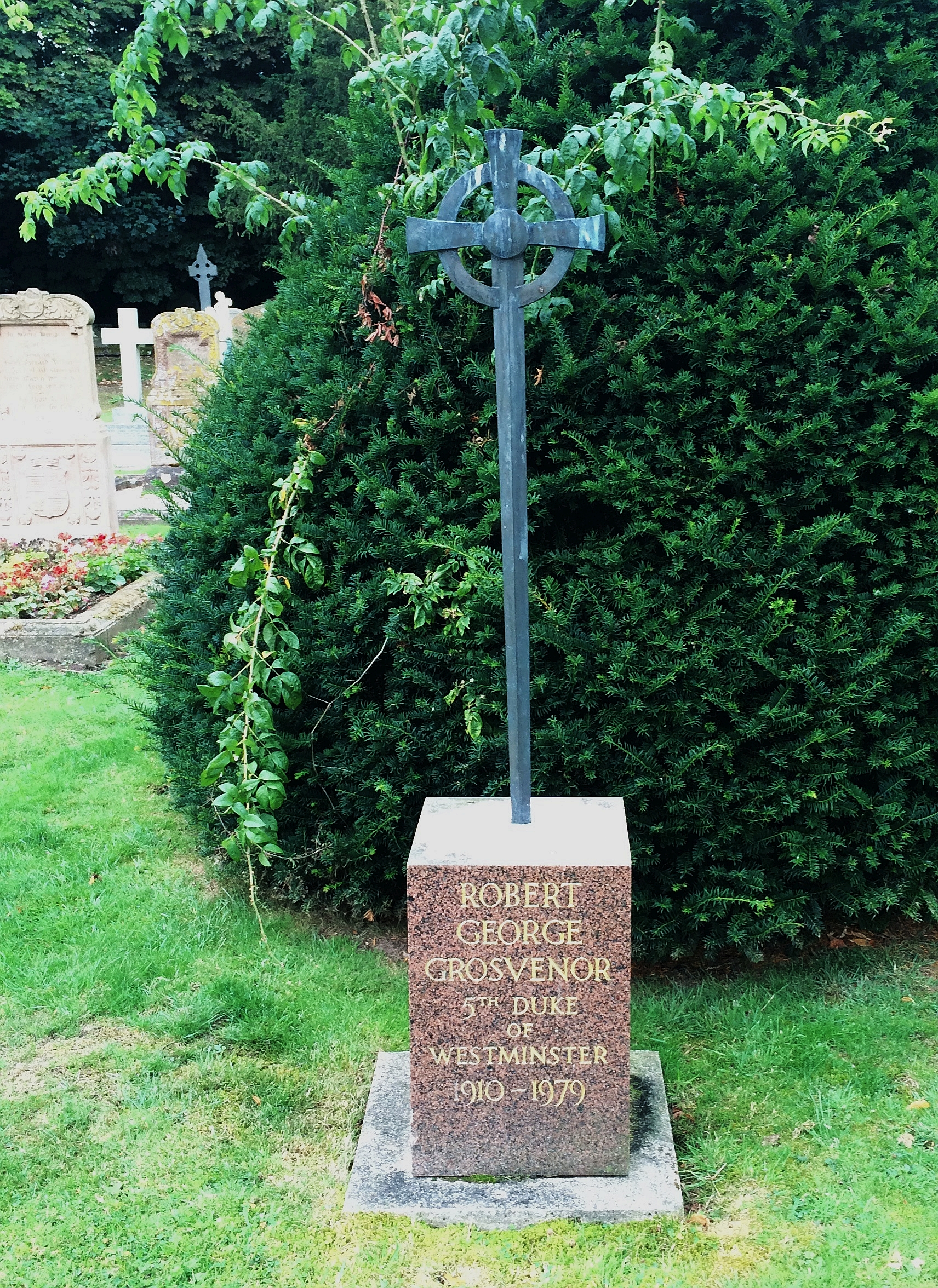
Túmulo de Robert Grosvenor, 5.º Duque de Westminster

A 3 de dezembro de 1946, casou-se com a sua prima em segundo grau, Viola Maud Lyttelton, filha do 9.º Visconde de Cobham. Tiveram três filhos:  
- Leonora Mary Grosvenor (n. 1 de fevereiro de 1949). Casou-se com Thomas Patrick Anson, 5.º Conde de Lichfield a 8 de março de 1975 e divorciaram-se em 1986. Têm três filhos e dois netos.
- Gerald Grosvenor, 6.º Duque de Westminster (22 de dezembro de 1951 – 9 de agosto de 2016). Casou-se com Natalia Phillips a 7 de outubro de 1978. Tiveram quatro filhos e seis netos.
- Jane Meriel Grosvenor (n. 8 de fevereiro de 1953). Casou-se com Guy David Innes-Ker, 10.º Duque de Roxburghe a 10 de setembro de 1977 e divorciaram-se em 1990. Têm três filhos e sete netos. Jane foi apresentada à alta sociedade como debutante no prestigiado International Debutante Ball no Hotel Waldorf-Astoria em Nova Iorque em 1971.

## Morte e legado
Westminster faleceu a 19 de fevereiro de 1979 em Ely Lodge, perto de Enniskillen, na Irlanda do Norte. Foi sepultado no cemitério da Igreja de Eccleston, perto de Eaton Hall, em Cheshire. O Duque tinha dez netos e onze bisnetos. Ele é lembrado na Igreja de São Maria, em Eccleston.